# NMEA 0183
NMEA 0183 je standard, původně určený pro automatizovaný přenos dat mezi jednotlivými zařízeními elektroniky lodí. Stanovilo a udržuje jej americké Národní sdružení pro lodní elektroniku (NMEA). Standard vznikl na přelomu 80. a 90. let 20. století, kdy nahradil starší standardy NMEA 0180 a NMEA 0182. Standard popisuje elektrické charakteristiky a přenosový protokol, kódující informace pomocí ASCII znaků. Jedním z hlavních využití v současnosti je přenos mezi přijímači Globálních družicových polohových systémů (GNSS) a elektronikou, která jejich informace využívá.
Fyzická vrstva využívá standardu sériové komunikace RS-232. Základní nastavení definuje komunikační rychlost 4800 bit/s, 1 stop-bit, žádná parita ani potvrzování.
Datová vrstva je pak tvořena ACSII řetězci stanoveného formátu.

## Formát zpráv
Všechny zprávy mají stanoven formát podle následujícího schématu:
$XXYYY,a1,a2,a3,....,an*cc
- Zprávu tvoří řádek ASCII znaků (písmen a číslic), následovaný znaky <CR> a <LF> (návrat vozíku a přechod na novou řádku)
- Každý řádek začíná znakem $ (nebo též !)
- Znaky (obvykle 5 znaků), následující po znaku $, identifikují druh zprávy (ve schématu XXYYY).
  - První dva znaky z této pětice určují typ vysílače (ve schématu XX)
  - Pokud je první znak po $ písmeno P, jedná se o proprietární protokol, který může mít svá vlastní pravidla
  - Další tři znaky označují konkrétní druh zprávy (ve schématu YYY)
- Pak následují datová pole. Tato pole jsou od úvodního řetězce i od sebe navzájem oddělena čárkami (ve schématu a1 až an ).
- Po posledním datovém poli následuje (už bez čárky) znak *
- Za znakem * jsou už jen dva znaky kontrolního součtu. Kontrolní součet je tvořen hexadecimálním zápisem bytu, který vznikne jako XOR všech předchozích ASCII kódů znaků zprávy mezi znaky $ a *.

## Formát zpráv přijímačů družicové navigace
Formát zpráv, který používají přijímače systémů družicové navigace, splňuje pravidla, uvedená výše. Používá se ale jen podmnožina celého protokolu.

### Identifikace zprávy družicového přijímače
Pro označení zpráv družicové navigace se používají následující identifikace vysílačů (XX ve schématu):
- GA – Galileo
- GB – BeiDou
- GL – GLONASS
- GN – kombinace více systémů – nejčastěji GPS+GLONASS u navigačních stanic s příjmem více signálů
- GP – GPS

### Druh zprávy družicového přijímače
- GGA – Sada údajů o odchylkách, umožňující přesnější určení polohy a výšky,
- GLL – Lat/Lon – jen geografická poloha a čas (podmnožina údajů RMC)
- GNS – čas, poloha a odchylky[3]
- GSA – seznam čísel nejvýše 12 satelitů, použitých pro navigaci
- GSV – Detailnější údaje o satelitech – síla signálu a poloha na obloze
- RMC – recommended minimum data – základní sada údajů, kterou poskytují všechny přijímače
- VTG – Vector track an Speed over the Ground – údaje o rychlosti a směry pohybu

Tento seznam není úplný a může se u jednotlivých přijímačů lišit